# Mesjid Memeuaneuk
Mesjid Memeuaneuk is een bestuurslaag in het regentschap Pidie van de provincie Atjeh, Indonesië. Mesjid Memeuaneuk telt 294 inwoners (volkstelling 2010).